# Дреноваць-Остредацький
Дреноваць-Остредацький (хорв. Drenovac Osredački) — населений пункт у Хорватії, у Задарській жупанії у складі громади Грачаць.

## Населення
Населення за даними перепису 2011 року становило 12 осіб.
Динаміка чисельності населення поселення:

## Клімат
Середня річна температура становить 9,55 °C, середня максимальна – 23,61 °C, а середня мінімальна – -6,66 °C. Середня річна кількість опадів – 1085 мм.
| Клімат поселення                              | Клімат поселення | Клімат поселення | Клімат поселення | Клімат поселення | Клімат поселення | Клімат поселення | Клімат поселення | Клімат поселення | Клімат поселення | Клімат поселення | Клімат поселення | Клімат поселення | Клімат поселення |
| Показник                                      | Січ.             | Лют.             | Бер.             | Квіт.            | Трав.            | Черв.            | Лип.             | Серп.            | Вер.             | Жовт.            | Лист.            | Груд.            |                  |
| Середній максимум, °C                         | 7,48             | 8,63             | 11,74            | 15,57            | 20,25            | 23,61            | 23,60            | 23,16            | 19,50            | 15,32            | 10,16            | 6,66             |                  |
| Середня температура, °C                       | 0,41             | 1,57             | 4,67             | 8,50             | 13,17            | 16,55            | 18,81            | 18,36            | 14,72            | 10,54            | 5,35             | 1,87             |                  |
| Середній мінімум, °C                          | −6,66            | −5,5             | −2,39            | 1,44             | 6,11             | 9,48             | 14,04            | 13,58            | 9,94             | 5,76             | 0,58             | −2,92            |                  |
| Норма опадів, мм                              | 80               | 78               | 83               | 95               | 83               | 84               | 62               | 72               | 100              | 112              | 130              | 106              |                  |
| Середньомісячна швидкість вітру, м/с          | 1.64             | 1.84             | 2.10             | 2.10             | 1.92             | 1.68             | 1.68             | 1.53             | 1.60             | 1.65             | 1.81             | 1.83             |                  |
| Середньомісячна сонячна радіація, кДж/м²·день | 5018             | 7642             | 11334            | 15727            | 19579            | 22009            | 23762            | 20576            | 15380            | 9929             | 5471             | 4261             |                  |
| --------------------------------------------- | ---------------- | ---------------- | ---------------- | ---------------- | ---------------- | ---------------- | ---------------- | ---------------- | ---------------- | ---------------- | ---------------- | ---------------- | ---------------- |
| Джерело:                                      |                  |                  |                  |                  |                  |                  |                  |                  |                  |                  |                  |                  |                  |